# Крістіан Ободо
Крістіан Ободо (англ. Christian Obodo, нар. 11 травня 1984, Варрі) — нігерійський футболіст, який грав на позиції півзахисника. Виступав, зокрема, за італійські клуби «Перуджа», «Торіно» та «Удінезе», а також національну збірну Нігерії.
Володар Кубка Інтертото.

## Клубна кар'єра
Народився 11 травня 1984 року в місті Варрі. Вихованець футбольної школи клубу «Плато Юнайтед».
У дорослому футболі дебютував 2001 року виступами за команду клубу «Перуджа», в якій провів три сезони, взявши участь у 62 матчах чемпіонату. За цей час виборов титул володаря Кубка Інтертото.
Протягом 2004—2005 років захищав кольори команди клубу «Фіорентина».
Своєю грою за останню команду привернув увагу представників тренерського штабу клубу «Удінезе», до складу якого приєднався 2005 року. Відіграв за команду з Удіне наступні сім сезонів своєї ігрової кар'єри. Більшу частину виступів за команду був основним гравцем середньої лінії клубу.
Згодом з 2010 по 2012 рік грав у складі команд клубів «Торіно» та «Лечче».
В лютому 2013 року Ободо підписав контракт с мінським «Динамо», за яким футболіст мав виступати за білоруський клуб до кінця червня 2014 року. Але кар'єра у динамівському клубі у нігерійця не склалась. За «Динамо» Ободо зіграв лише 1 матч у чемпіоні Білорусі, більшу частину перебування в «Динамо» заліковував травму. В червні 2013 футболіст самовільно покинув розташування клубу, а пізніше був затриманий поліцією в Італії. В машині, у якій знаходився Ободо з другом та двома дівчатами, було знайдено 52 грами марихуани. 11 жовтня 2013 року мінський клуб розірвав контракт із гравцем із формулюванням: «у зв'язку з неналежним виконанням контрактних зобов'язань».
До складу клубу «Ольяненсе» приєднався 2014 року, та відіграв за клуб з Ольяу 13 матчів в національному чемпіонаті.
Після піврічного перебування у Португалії Ободо перейшов до грецького клубу «Ксанті». За команду із Ксанті відіграв 28 матчів у національному чемпіонаті.
На початку 2016 року перейшов до складу румунського футбольного клубу «Конкордія» з міста Кіажна, а в другій половині року виступав за інший румунський клуб «Пандурій». У 2017 році Ободо грав у складі грецького клубу «Аполлон Смірніс», та в кінці року завершив виступи на футбольних полях.

## Виступи за збірну
2004 року дебютував в офіційних матчах у складі національної збірної Нігерії. Наразі провів у формі головної команди країни 22 матчі, забивши 4 голи.
У складі збірної був учасником Кубка африканських націй 2006 року в Єгипті, на якому команда здобула бронзові нагороди.

## Викрадення
Зранку 9 червня 2012 року Крістіан Ободо був викрадений невідомими зловмисниками у його рідному місті Варрі у той час, коли футболіст ішов до місцевої церкви. Злочинці вимагали за звільнення Ободо 150 тисяч євро. Під час спецоперації, яка була проведена нігерійською поліцією наступної доби, футболіста було звільнено, а деякі зловмисники були затримані. Після свого звільнення Крістіан Ободо заявив:
|  | Дякую Богу, поки не можу сказати нічого іншого, тільки дякую Богу, що я на свободі! |

.
| Дата       | Місто            | Господарі | Результат | Гості        | Турнір                   | Голи | Примітки      |
| ---------- | ---------------- | --------- | --------- | ------------ | ------------------------ | ---- | ------------- |
| 30/05/2003 | Абуджа (місто)   | Нігерія   | 3 – 1     | Гана         | LG Cup                   | -    |               |
| 01/06/2003 | Лагос            | Нігерія   | 3 – 0     | Камерун      | LG Cup                   | -    | 1º Переможець |
| 11/06/2003 | Абуджа (місто)   | Нігерія   | 0 – 3     | Бразилія     | товариський матч         | -    |               |
| 29/05/2004 | Лондон           | Ірландія  | 0 – 3     | Нігерія      | Unity Cup                | -    |               |
| 31/05/2004 | Лондон           | Нігерія   | 2 – 0     | Ямайка       | Unity Cup                | -    | 1º Переможець |
| 05/06/2004 | Абуджа (місто)   | Нігерія   | 2 – 0     | Руанда       | Відбір до ЧС 2006        | -    |               |
| 05/09/2004 | Хараре           | Зімбабве  | 0 – 3     | Нігерія      | Відбір до ЧС 2006        | -    |               |
| 09/10/2004 | Лібревіль        | Габон     | 1 – 1     | Нігерія      | Відбір до ЧС 2006        | -    |               |
| 20/10/2004 | Триполі          | Лівія     | 2 – 1     | Нігерія      | LG Cup                   | -    |               |
| 18/06/2005 | Кано             | Нігерія   | 1 – 1     | Ангола       | Відбір до ЧС 2006        | -    |               |
| 04/09/2005 | Оран             | Алжир     | 2 – 5     | Нігерія      | Відбір до ЧС 2006        | 1    |               |
| 08/10/2005 | Абуджа (місто)   | Нігерія   | 5 – 1     | Зімбабве     | Відбір до ЧС 2006        | -    |               |
| 23/01/2006 | Порт-Саїд        | Нігерія   | 1 – 0     | Гана         | Кубок Африканських націй | -    |               |
| 27/01/2006 | Порт-Саїд        | Нігерія   | 2 – 0     | Зімбабве     | Кубок Африканських націй | 1    |               |
| 31/01/2006 | Порт-Саїд        | Нігерія   | 2 – 1     | Сенегал      | Кубок Африканських націй | -    |               |
| 09/02/2006 | Каїр             | Нігерія   | 1 – 0     | Сенегал      | Кубок Африканських націй | -    | 3º призер     |
| 02/09/2006 | Абуджа (місто)   | Нігерія   | 2 – 0     | Нігер        | Кубок Африканських націй | 1    |               |
| 08/10/2006 | Масеру           | Лесото    | 0 – 1     | Нігерія      | Кубок Африканських націй | -    |               |
| 06/02/2007 | Лондон           | Гана      | 4 – 1     | Нігерія      | товариський матч         | -    |               |
| 24/03/2007 | Абеокута (місто) | Нігерія   | 1 – 0     | Уганда       | Кубок Африканських націй | -    |               |
| 11/10/2008 | Абуджа (місто)   | Нігерія   | 4 – 1     | Сьєрра-Леоне | Відбір до ЧС 2010        | 1    |               |
| Усього     |                  | Матчів    | 22        |              | Голів                    | 4    |               |

## Титули і досягнення
- Володар Кубка Інтертото (1):

«Перуджа»: 2003
- Бронзовий призер Кубка африканських націй: 2006